# Hieracium amplexicaule
Hieracium amplexicaule L. és una planta perenne de la familia de les Asteràcies (compostes), subfamília cicoriòidies. La floració segons els llocs es pot produir des de darrers de maig a primers d'octubre, essent més primerenca als llocs més càlids i més tardana als frescos i humits.

## Morfologia
Planta d'alçada variable, entre 30 i 60 cm., formada per un grup de fulles basals normalment verdes al temps del principi de la floració, o bé ja assecant-se amb temps massa eixut, i una tija amb diverses fulles amplexicaules, generalment de 4 a 6, que sosté una inflorescència en forma paniculada-corimbosa amb un nombre de capítols entre 5 i 20.

Les fulles basals són oblanceolades i llargament atenuades en pecíol més o menys alat, sovint una mica dentades. Les fulles caulinars són ovades, enteres o dentades, de mida decreixent cap a la part superior. Exemplars molt desenvolupats poden tenir alguna fulla oblonga o subpanduriforme dentada o no, a la part inferior.
La tija sol estar ramificada a la inflorescència, o pot tenir algunes ramificacions més avall en exemplars prou desenvolupats.
Els capítols estan continguts per un conjunt de bràctees lanceolades que formen l'involucre d'un conjunt de flors ligulades grogues, i amb els estils també grocs. Aquenis de 3 a 4,5 mm. de longitud, negres a la maturitat, sobre un receptacle amb pèls curts.
Tota la planta està coberta de pèls glandulosos que li donen un tacte apegalós. Hi ha també pèls fins a la part inferior de la tija i principi del pecíol de les fulles basals. A la summitat, bràctees involucrals i una mica per sota, s'hi poden veure pèls asteriformes.

## Hàbitat
Preferentment llocs boscans i muntanyencs entre 700 i els 2400 m. Les escletxes de roques són un bon refugi contra l'activitat de cert tipus de fauna.